# Љубица Луковић
Љубица Луковић (Београд, 1858 — Ниш, 11. фебруар 1915) била је српска учитељица, преводилац и болничарка. Од 1905. била је председница Кола српских сестара.

## Биографија
Рођена је у Панчеву 1856. године од оца Јефтимија Аврамовића, угледног филолога, професора и почасног члана Српског ученог друштва. Имала је брата Симу и сестре Милицу и Олгу.
Похађала је Вишу женску школу у Београду. Потом је постала учитељица. Бавила се превођењем, посебно су занимљиви њени преводи „Гертруде” и „Антоанете” из француске књижевности. Писала је за часописе „Домаћица” и „Босанска вила”, под псеудонимом Etinecelle, саветујући девојкама да се школују и пажљиво бирају професију.
Године 1875. постала је члан тек основаног Београдског женског друштва. Друштво је било под покровитељством краљице Наталије, а циљ друштва је био припрема за рад и самосталан живот девојака из различитих друштвених слојева. Почетком Српско-турских ратова друштво је основало болницу, сарађивало са Војном санитету и са Црвеним крстом, а по завршетку рата Раденичку школу, Пазар, Ђачку трпезу, Дом старица. и покренули лист „Домаћица”. Бавила се превођењем, са француског и немачког, посебно су занимљиви њени преводи „Гертруде” и „Антоанете” из француске књижевности. Писала је за часописе „Домаћица” и „Босанска вила”, под псеудонимом Etinecelle, саветујући девојкама да се школују и пажљиво бирају професију.
Године 1877. се удала за Стевана Луковића, официра, почасног генерала Дринске дивизијске области, начелника Инжињеријског одељења Министарства војног, командант Инжињерије, носиоца Таковског крста и Ордена Светог Саве. Живели су у складном браку, али нису имали деце. Због његовог посла, често су се селили, а Љубица је свуда оснивала женске подружнице и радничке школе и учествовала у њиховом раду.
Била је једна од потпредседница и главни контролор патриотско-хуманог Друштва „Кнегиња Љубица“, у Београду. Циљ овог друштва је био помагање цркава и манастира у Старој Србији и Македонији, који су се у то време налазили под турском влашћу.
Постала је члан Кола српских сестара, неколико месеци пошто је основано, на јесен 1903. године, Председница друштва је била Савка Суботић, а Љубица је изабрана за другу председницу 1905. и од тада је руководила свим важнијим активностима друштва. Бавила се прикупљање помоћи за Србе у Македонији и Старој Србији, помагала духовне центре и школе, повезивала се са српским културним друштвима у Босни и Херцеговини, Хрватској и Далмацији. Са потпредседницом Станиславом Сондермајер и уз помоћ Ивана, супруга Делфе Иванић, шефом Пресбироа, је 1906. покренула годишњи календар „Вардар”, кроз чији је назив су исказани тежња и жеља за свесрпском уједињењу и ослобођењем од поробљивача.
Од 1906. је похађала болничарски курс за даме, који је организовало Коло српских сестара. Са Делфом Ивановић је основала Четврту резервну болницу на Врачару, са 140 кревета и 1.500 болесника. Коло је помогло још преко четрдесет болница.
Када су почели да пристижу први рањеници из Балканских ратова, радила је као добровољна болничарка и непрекидно се налазила уз рањенике. Коло је организовало краће болничке курсеве у многим местима и слало помоћ у лековима и санитетском материјалу широм Србије. Руководство војног санитета је октобра 1912 је остало задивљено по брзој реакцији Кола, када је на захтев начелника санитета Србије Коло организовало помоћ рањеницима дуж пруге Ниш-Београд. Она је током ноћи обавестила Одборе и већ ујутро су рањеници на стајалиштима дочекивани са топлим напицима, храном, преобуком и санитетским материјалом. Након Балканских ратова Коло српских сестара је на њену иницијативу и руководство отварало школе и курсеве за домаћице у Старој Србији и Македонији.
Слутећи нове ратне сукобе, пред Први светски рат, спалила је сву архиву Кола српских сестара, како ниједна од чланица не би страдала. По преласку српске Владе и целокупне државне управе из Београда у Ниш, са неколико чланица чланица Кола се прешла у Ниш.
Крајем јануара 1915. године, са благајницом Катицом Ђорђевићком, упутила се из Ниша у Ваљево, како би испоручиле помоћ пристиглу од пријатеља Кола и Срба из Енглеске. Јануара 1915. године, у Ваљевским болницама је било смештено 14.068 оболелих од тифуса. Остала је неколико дана и неговала рањенике, али се и сама заразила. По повратку је умрла у болници од епидемије пегавог тифуса 11. фебруара 1915. у Нишу, где је и сахрањена.

## У њену част
На свечаној академији „Кола“ 22. фебруара 1925, постхумно је одликована Медаљом „Флоренс Најтингејл“.
Једна улица на Звездари у Београду носи њено име.